# Доња Пецка
Доња Пецка је насељено мјесто у општини Мркоњић Град, Република Српска, БиХ. Према попису становништва из 2013. године, у насељу је живјело свега 22 становника.

## Географија
Налази се на надморској висини од 570 метара. На висоравни изнад села извире ријека Сана.

## Култура
У Доњој Пецкој је 2006. обновљена црква Светог пророка Илије, која датира из 1858. године.

## Становништво
Према службеном попису становништва из 1991. године, Доња Пецка је имала 108 становника и сви су били српске националности.
| Националност       | 2013. | 1991. | 1981. | 1971. | 1961. |
| Срби               | 20    | 108   | 170   | 370   | 563   |
| Југословени        | 2     |       | 1     | 3     |       |
| Муслимани          |       |       |       | 2     |       |
| остали и непознато |       |       |       |       |       |
| Укупно             | 22    | 108   | 171   | 375   | 563   |

## Знамените личности
- Милан Васић (1928-2003), српски историчар и предсједник Академије наука и умјетности Републике Српске